# فهرست قنات‌های شهرستان سامان
جدول زیر بر اساس آمار وزارت جهاد کشاورزی تهیه شده‌است. فهرست زیر قنات‌های شهرستان سامان در استان چهارمحال و بختیاری را نشان می‌دهد.
| نام قنات              | موقعیت                  | نزدیک‌ترین روستا | طول قنات (متر) | تعداد میله چاه | عمق مادر چاه | دبی (لیتر بر ثانیه) | سطح زیر کشت (هکتار) |
| --------------------- | ----------------------- | --------------- | -------------- | -------------- | ------------ | ------------------- | ------------------- |
| آق گل                 | بخش مرکزی شهرستان سامان | یابه چاهی       | ۱۶۰۰           | ۵۱             | ۲۰           | ۶                   | ۲۵                  |
| آق گل                 | بخش مرکزی شهرستان سامان | دشتی            | ۱۵۰            | ۶              | ۳            | ۱                   | ۳                   |
| احمدآباد              | بخش مرکزی شهرستان سامان | شورلب صغیر      | ۱۵۰۰           | ۲۰             | ۷۰           | ۱۰                  | ۱۰                  |
| اسدآباد               | بخش مرکزی شهرستان سامان | سامان۳          | ۱۳۰۰           | ۳۶             | ۴۰           | ۶                   | ۵۰                  |
| اصغرآباد              | بخش مرکزی شهرستان سامان | سوادجان         | ۷۰۰            | ۲۷             | ۲۵           | ۴                   | ۸                   |
| اصغرآباد              | بخش مرکزی شهرستان سامان | چم جنبش         | ۱۲۰            | ۴              | ۱۳           | ۱                   | ۳                   |
| اوجاگل                | بخش مرکزی شهرستان سامان | یابه چاهی       | ۴۰۰            | ۲۳             | ۲۵           | ۲                   | ۳                   |
| اوزن گل               | بخش مرکزی شهرستان سامان | یابه چاهی       | ۵۰۰            | ۲۰             | ۲۵           | ۲                   | ۵                   |
| ایرج‌آباد              | بخش مرکزی شهرستان سامان | شوراب کبیر      | ۱۰۰۰           | ۳۵             | ۳۰           | ۱۰                  | ۲۵                  |
| ایلیگی (قریه)         | بخش مرکزی شهرستان سامان | ایلیگی          | ۲۵۰            | ۸              | ۵            | ۱۲                  | ۲۵                  |
| باش گل                | بخش مرکزی شهرستان سامان | یابه چاهی       | ۳۰۰            | ۲۵             | ۲۰           | ۱                   | ۳                   |
| باشولجه               | بخش مرکزی شهرستان سامان | سامان           | ۸۰۰            | ۳۷             | ۲۸           | ۳                   | ۴۲                  |
| بهرام‌آباد             | بخش مرکزی شهرستان سامان | هوریه           | ۷۰             | ۷              | ۱۰           | ۲                   | ۱۲                  |
| تخت کهریزی            | بخش مرکزی شهرستان سامان | چم عالی         | ۲۰۰            | ۳              | ۳۰           | ۲                   | ۳                   |
| ترکش                  | بخش مرکزی شهرستان سامان | صادق‌آباد        | ۸۰۰            | ۲۵             | ۳۵           | ۱۵                  | ۲۵                  |
| تقی‌آباد               | بخش مرکزی شهرستان سامان | شورلب صغیر      | ۵۰۰            | ۲۵             | ۲۵           | ۳                   | ۱۵                  |
| جلودآباد              | بخش مرکزی شهرستان سامان | شورلب صغیر      | ۲۵             | ۰              | ۱۵           | ۰                   | ۵                   |
| جلگه زاوه             | بخش مرکزی شهرستان سامان | دشتی            | ۵۰             | ۴              | ۱۲           | ۲                   | ۴                   |
| جلیل‌آباد              | بخش مرکزی شهرستان سامان | هوریه           | ۶۰             | ۲              | ۶            | ۱                   | ۲                   |
| جوی سامان             | بخش مرکزی شهرستان سامان | سامان           | ۱۷۰۰           | ۲۵             | ۵۰           | ۸۰                  | ۱۲۵                 |
| حاجی‌آباد              | بخش مرکزی شهرستان سامان | چم جنگ          | ۱۰۰            | ۵              | ۱۰           | ۱                   | ۳                   |
| حبیب‌آباد              | بخش مرکزی شهرستان سامان | سوادجان         | ۸۰۰            | ۲۵             | ۳۰           | ۵                   | ۵                   |
| حرمی                  | بخش مرکزی شهرستان سامان | سوادجان         | ۴۰۰            | ۲۳             | ۷            | ۲                   | ۴                   |
| حسین‌آباد              | بخش مرکزی شهرستان سامان | شوراب صغیر      | ۵۰۰            | ۲۰             | ۷            | ۲                   | ۵                   |
| حسین‌آباد              | بخش مرکزی شهرستان سامان | سامان           | ۴۷۰۰           | ۳۸             | ۴۵           | ۲۰                  | ۷۲                  |
| حسین‌آباد (خرماگدیگی)  | بخش مرکزی شهرستان سامان | سوادجان         | ۷۰             | ۳              | ۶            | ۱                   | ۳                   |
| حسین‌آباد قارایان      | بخش مرکزی شهرستان سامان | شوراب صغیر      | ۳۰۰            | ۸              | ۱۰           | ۲                   | ۴                   |
| خامه باین             | بخش مرکزی شهرستان سامان | هوریه           | ۱۰۰۰           | ۳۵             | ۳۰           | ۸                   | ۱۴                  |
| خسرآباد               | بخش مرکزی شهرستان سامان | شوراب صغیر      | ۷۰۰            | ۳              | ۴            | ۱                   | ۳                   |
| داغ داغان             | بخش مرکزی شهرستان سامان | صادق‌آباد        | ۵۰             | ۲              | ۱۲           | ۲                   | ۳                   |
| داودآباد              | بخش مرکزی شهرستان سامان | شورلب صغیر      | ۴۰۰            | ۲۰             | ۳۰           | ۵                   | ۸                   |
| دره آقامیرم           | بخش مرکزی شهرستان سامان | هوریه           | ۸۰             | ۳              | ۴            | ۴                   | ۵                   |
| دره بید               | بخش مرکزی شهرستان سامان | دشتی            | ۱۵۰۰           | ۴۱             | ۲۴           | ۱۵                  | ۲۰                  |
| دره دراز              | بخش مرکزی شهرستان سامان | چم جنگ          | ۳۰۰            | ۳۰             | ۳۰           | ۴                   | ۱۸                  |
| دره شمی               | بخش مرکزی شهرستان سامان | ایلیگی۵         | ۵۰             | ۳              | ۴            | ۱                   | ۲                   |
| دستجرد                | بخش مرکزی شهرستان سامان | سامان۱۳۵        | ۱۵۰۰           | ۲۱             | ۴۸           | ۱۲۰                 | ۹۵                  |
| دوسنگ                 | بخش مرکزی شهرستان سامان | سامان           | ۸۰۰            | ۱۲             | ۲۰           | ۲۷                  | ۳۰                  |
| زمان‌آباد              | بخش مرکزی شهرستان سامان | چم جنگ          | ۶۰             | ۴              | ۴            | ۰                   | ۲                   |
| سروش‌آباد              | بخش مرکزی شهرستان سامان | سامان           | ۱۰۰۰           | ۱۰             | ۴۰           | ۵                   | ۳۵                  |
| سزاغ                  | بخش مرکزی شهرستان سامان | صادق‌آباد        | ۷۰۰            | ۲۲             | ۳۰           | ۸                   | ۲۰                  |
| سه چاه عمومی و خرچمنی | بخش مرکزی شهرستان سامان | هوریه           | ۶۰۰            | ۱۶             | ۳۰           | ۵                   | ۱۰                  |
| سگود                  | بخش مرکزی شهرستان سامان | صادق‌آباد        | ۳۰۰            | ۱۰             | ۲۵           | ۲                   | ۵                   |
| سیدآباد               | بخش مرکزی شهرستان سامان | دشتی            | ۱۲۰۰           | ۳۵             | ۳۵           | ۱۰                  | ۸                   |
| سیدآباد کوچک          | بخش مرکزی شهرستان سامان | دشتی            | ۳۰۰            | ۱۲             | ۱۵           | ۲                   | ۳                   |
| سیدرمضان              | بخش مرکزی شهرستان سامان | شوراب صغیر      | ۱۰۰            | ۶              | ۲۵           | ۱                   | ۶                   |
| سیل گلن               | بخش مرکزی شهرستان سامان | هوریه           | ۲۰۰            | ۱۰             | ۶            | ۲                   | ۳                   |
| شاه قورن              | بخش مرکزی شهرستان سامان | صادق‌آباد        | ۱۲۰            | ۵              | ۱۵           | ۱٫۵                 | ۳٫۵                 |
| شاه وزمغ              | بخش مرکزی شهرستان سامان | صادق‌آباد        | ۳۶۰            | ۲۰             | ۱۰           | ۲                   | ۲                   |
| شهیدآباد              | بخش مرکزی شهرستان سامان | سامان           | ۲۶۰            | ۸              | ۲۰           | ۲                   | ۶                   |
| شورجه                 | بخش مرکزی شهرستان سامان | چم جنگ          | ۷۵۰            | ۳۰             | ۲۵           | ۲                   | ۱۴                  |
| شورچه                 | بخش مرکزی شهرستان سامان | شوراب صغیر      | ۳۰۰            | ۱۲             | ۲۰           | ۳                   | ۶                   |
| عباس‌آباد              | بخش مرکزی شهرستان سامان | سامان           | ۱۰۰            | ۲              | ۱۸           | ۲                   | ۴                   |
| عسگرآباد              | بخش مرکزی شهرستان سامان | سوادجان         | ۶۰۰            | ۱۲             | ۱۰           | ۳                   | ۴                   |
| عشق‌آباد               | بخش مرکزی شهرستان سامان | شوراب صغیر      | ۱۰۰۰           | ۵              | ۱۶           | ۱                   | ۱۰                  |
| علی اکبر دیمه         | بخش مرکزی شهرستان سامان | هوریه           | ۸۰             | ۵              | ۸            | ۲                   | ۴                   |
| علی‌آباد قطلو          | بخش مرکزی شهرستان سامان | شورلب صغیر      | ۶۰۰            | ۳۰             | ۵۰           | ۵                   | ۲۰                  |
| غفورآباد              | بخش مرکزی شهرستان سامان | ایلیگی          | ۰              | ۵              | ۵            | ۱                   | ۳                   |
| غنی‌آباد               | بخش مرکزی شهرستان سامان | چم خلیفه        | ۷۰             | ۴              | ۶            | ۴                   | ۳                   |
| فتاح‌آباد              | بخش مرکزی شهرستان سامان | صادق‌آباد        | ۱۸۰            | ۱۰             | ۱۵           | ۱                   | ۳                   |
| فتح‌آباد               | بخش مرکزی شهرستان سامان | هوریه           | ۱۸۰            | ۶              | ۸            | ۲                   | ۴                   |
| فردوس                 | بخش مرکزی شهرستان سامان | چم جنگ          | ۲۰۰            | ۱۷             | ۳۵           | ۲                   | ۶                   |
| فرمکی                 | بخش مرکزی شهرستان سامان | چم خلیفه        | ۳۰۰            | ۸              | ۳۰           | ۳                   | ۱۰                  |
| فضل‌آباد               | بخش مرکزی شهرستان سامان | شوراب صغیر      | ۱۸۰۰           | ۵۰             | ۵۵           | ۱۵                  | ۳۰                  |
| قادزآباد              | بخش مرکزی شهرستان سامان | هوریه           | ۳۵۰            | ۹              | ۲۰           | ۲                   | ۵                   |
| قارابولاغ             | بخش مرکزی شهرستان سامان | صادق‌آباد        | ۶۰             | ۴              | ۷            | ۱                   | ۲                   |
| قاراتپه               | بخش مرکزی شهرستان سامان | شوراب صغیر      | ۱              | ۳۵             | ۵۵           | ۱۵                  | ۲                   |
| قاسم جان              | بخش مرکزی شهرستان سامان | هوریه           | ۲۰۰            | ۱۰             | ۲۰           | ۳                   | ۶                   |
| قالقولچه              | بخش مرکزی شهرستان سامان | شورلب صغیر      | ۴۰۰            | ۲۰             | ۳۰           | ۱                   | ۲۰                  |
| قبرستان نگی           | بخش مرکزی شهرستان سامان | چهلستون         | ۱۵۰۰           | ۳۰             | ۲۰           | ۱۵                  | ۱۰                  |
| قریه دشتی             | بخش مرکزی شهرستان سامان | دشتی            | ۳۰۰            | ۱۲             | ۸            | ۳                   | ۵                   |
| قندرقالی              | بخش مرکزی شهرستان سامان | هوریه           | ۱۳۰            | ۶              | ۷            | ۱                   | ۴                   |
| قوام‌آباد              | بخش مرکزی شهرستان سامان | سامان           | ۱۰۰            | ۵              | ۷            | ۳                   | ۶                   |
| قولنجان               | بخش مرکزی شهرستان سامان | دشتی            | ۱۳             | ۳۸             | ۳۶           | ۸                   | ۱۴                  |
| قویه                  | بخش مرکزی شهرستان سامان | شورلب صغیر      | ۱۵۰۰           | ۵۰             | ۷۰           | ۲۰                  | ۵۰                  |
| لارویت                | بخش مرکزی شهرستان سامان | شورلب صغیر      | ۱۰۰۰           | ۳۰             | ۵۵           | ۲۰                  | ۴۰                  |
| لامه بنه              | بخش مرکزی شهرستان سامان | سامان           | ۴۵۰۰           | ۵۰             | ۴۲           | ۲۵۰                 | ۷۳۰                 |
| لره                   | بخش مرکزی شهرستان سامان | سامان           | ۷۰۰            | ۲۲             | ۳۲           | ۴۸                  | ۱۲۳                 |
| لری شاه زینب          | بخش مرکزی شهرستان سامان | شوراب صغیر      | ۲۵۰            | ۶              | ۱۰           | ۱                   | ۳                   |
| محمدآباد              | بخش مرکزی شهرستان سامان | شیارآباد        | ۱۸۰۰           | ۳۰             | ۳۵           | ۵                   | ۸۰                  |
| محمدرفیع بزرگ         | بخش مرکزی شهرستان سامان | سامان           | ۴۰۰            | ۲۰             | ۲۵           | ۵                   | ۲۵                  |
| محمدرفیع جواد         | بخش مرکزی شهرستان سامان | سامان           | ۲۵۰            | ۱۰             | ۲۰           | ۳                   | ۱۰                  |
| مزرعه امام            | بخش مرکزی شهرستان سامان | هوریه           | ۸۰             | ۶              | ۱۰           | ۲                   | ۳                   |
| مسعودآباد             | بخش مرکزی شهرستان سامان | سامان           | ۱۰۰۰           | ۱۶             | ۴۵           | ۵                   | ۴۷                  |
| منش یک                | بخش مرکزی شهرستان سامان | سامان           | ۱۵۰۰           | ۲۰             | ۳۰           | ۶                   | ۲۲                  |
| نازآباد               | بخش مرکزی شهرستان سامان | سامان           | ۴۰۰            | ۸              | ۱۷           | ۱۷                  | ۸                   |
| نثارآباد              | بخش مرکزی شهرستان سامان | هوریه           | ۲۰             | ۲              | ۶            | ۱                   | ۱                   |
| نخست                  | بخش مرکزی شهرستان سامان | سامان           | ۱۰۰۰           | ۴۰             | ۱۰           | ۵                   | ۴۷                  |
| نم دره                | بخش مرکزی شهرستان سامان | شوراب صغیر      | ۶۰۰            | ۳۰             | ۵۰           | ۵                   | ۱۰                  |
| نم دول دول            | بخش مرکزی شهرستان سامان | چم جنگ          | ۱۵۰            | ۵              | ۶            | ۲                   | ۶                   |
| نواباد                | بخش مرکزی شهرستان سامان | چم جنگ          | ۱۴۰            | ۶              | ۵            | ۱                   | ۳                   |
| نیشانیه               | بخش مرکزی شهرستان سامان | سامان           | ۶۵۰            | ۱۵             | ۴۶           | ۴                   | ۵۰                  |
| هاشم‌آباد              | بخش مرکزی شهرستان سامان | سوادجان         | ۲۰۰            | ۱۰             | ۸            | ۲                   | ۴                   |
| والی یو               | بخش مرکزی شهرستان سامان | شوراب کبیر      | ۲۰۰۰           | ۶              | ۷۰           | ۲۰                  | ۲۵                  |
| وفقه جنین‌آباد         | بخش مرکزی شهرستان سامان | ایلیگی          | ۱۵۰            | ۵              | ۱۲           | ۳                   | ۵                   |
| پولادآباد             | بخش مرکزی شهرستان سامان | سامان           | ۳۰۰            | ۱۰             | ۱۲           | ۲                   | ۱٫۵                 |
| پونه دار              | بخش مرکزی شهرستان سامان | هوریه           | ۱۸۰            | ۷              | ۱۴           | ۲                   | ۶                   |
| چشمه سنگ              | بخش مرکزی شهرستان سامان | سوادجان         | ۳۰۰            | ۸              | ۶            | ۲                   | ۳                   |
| چشمه شور              | بخش مرکزی شهرستان سامان | ایلیگی          | ۳۰             | ۲              | ۷            | ۱                   | ۴                   |
| چپ دره                | بخش مرکزی شهرستان سامان | شوراب صغیر      | ۱۰۰            | ۶              | ۱۰           | ۱                   | ۵                   |
| کارسوره آق گل         | بخش مرکزی شهرستان سامان | هوریههوریه      | ۳۰۰            | ۸              | ۱۵           | ۳                   | ۴                   |
| کارسوره انجیرک        | بخش مرکزی شهرستان سامان | هوریه           | ۱۲۰            | ۱۰             | ۱۲           | ۱                   | ۵۳                  |
| کارسوره(اورتاگل)      | بخش مرکزی شهرستان سامان | هوریه           | ۶۰۰            | ۲۵             | ۱۸           | ۶                   | ۸                   |
| کامابرون              | بخش مرکزی شهرستان سامان | چم جنگ          | ۳۰۰            | ۲۰             | ۴۰           | ۲۰                  | ۱۴                  |
| کراب                  | بخش مرکزی شهرستان سامان | سامان           | ۸۰۰            | ۱۴             | ۱۲           | ۶                   | ۳۵                  |
| کراوش                 | بخش مرکزی شهرستان سامان | سوادجان         | ۸۰۰            | ۲۴             | ۳۰           | ۵                   | ۸                   |
| کریم‌آباد              | بخش مرکزی شهرستان سامان | شوراب صغیر      | ۵۰۰            | ۲۰             | ۸            | ۱                   | ۳۰                  |
| کمال‌آباد              | بخش مرکزی شهرستان سامان | سامان           | ۱۰۰            | ۴              | ۱۰           | ۲                   | ۷                   |
| کهریزچای              | بخش مرکزی شهرستان سامان | صادق‌آباد        | ۳۰۰            | ۷              | ۸            | ۱۲                  | ۱۰                  |
| کپک بولاغی            | بخش مرکزی شهرستان سامان | چم جنبش         | ۷۰۰            | ۳۵             | ۲۵           | ۲                   | ۶                   |
| گاوجبر                | بخش مرکزی شهرستان سامان | سامان           | ۹۰۰            | ۱۸             | ۴۰           | ۱۰                  | ۸۰                  |
| گرایلو                | بخش مرکزی شهرستان سامان | سامان           | ۶۰۰            | ۱۵             | ۲۲           | ۱۰                  | ۴۰                  |
| گربی باغ              | بخش مرکزی شهرستان سامان | شوراب صغیر      | ۱۰۰            | ۵              | ۲۵           | ۴                   | ۵                   |
| گرکاچی                | بخش مرکزی شهرستان سامان | سامان           | ۳۰۰۰           | ۳۳             | ۲۸           | ۷                   | ۱۵۰                 |
| گزبلاغی               | بخش مرکزی شهرستان سامان | سامان           | ۳۷۰            | ۱۲             | ۱۸           | ۱۰                  | ۲۵                  |
| گلستان                | بخش مرکزی شهرستان سامان | سامان۲          | ۹۵۰            | ۱۰             | ۲۵           | ۶                   | ۷                   |
| گلیجک                 | بخش مرکزی شهرستان سامان | سوادجان         | ۱۲۰            | ۴              | ۷            | ۱                   | ۲                   |
| گنجقلی اغین           | بخش مرکزی شهرستان سامان | ایلیگی          | ۱۰۰            | ۵              | ۱۳           | ۱٫۵                 | ۱۰                  |
| گنجیلی افلی           | بخش مرکزی شهرستان سامان | ایلیگی          | ۱۱۰۰           | ۲۸             | ۱۱           | ۵                   | ۱۵                  |
| یز                    | بخش مرکزی شهرستان سامان | سامان           | ۱۷۰۰           | ۴۵             | ۵۰           | ۱۵۰                 | ۸۰                  |